# Wa-8
Wa-8 — тральщик Імперського флоту Японії, який взяв участь у Другій світовій війні.
Корабель, який належав до допоміжних тральщиків типу Wa-1, спорудили у 1943 році на верфі компанії Ōsaka Iron Works.
З березня 1943-го Wa-8 належав до 31-го охоронного загону зі складу Третього Південного Експедиційного флоту, що відповідав за операції на Філіппінах.
14 лютого 1944-го Wa-8 провів атаку глибинними бомбами проти ймовірної ворожої субмарини.
21 та 24 вересня 1944-го корабель брав участь у відбитті повітряних нападів (у цей період американці завдавали потужних авіаударів по Філіппінах у межах підготовки до висадки на архіпелаг).
21 жовтня 1944-го тральщик перебував у морі Вісаян, де був атакований та потоплений літаками американського авіаносного з'єднання.